# استانداری لرستان
استانداری لرستان یک نهاد مرتبط سازمان امور اداری کشور و نماینده دولت جمهوری اسلامی ایران در استان لرستان است که در شهر خرم‌آباد واقع است.

## فرمانداری‌ها
- فرمانداری خرم‌آباد
- فرمانداری الیگودرز
- فرمانداری بروجرد
- فرمانداری پلدختر
- فرمانداری چگنی
- فرمانداری رومشکان
- فرمانداری ازنا
- فرمانداری سلسله
- فرمانداری دلفان
- فرمانداری کوهدشت
- فرمانداری دورود